# ヤコブス・ヘンリクス・ファント・ホッフ
ヤコブス・ヘンリクス・ファント・ホッフ（Jacobus Henricus van 't Hoff, 1852年8月30日 – 1911年3月1日）は、オランダの化学者。物理化学の分野で大きな功績をあげ、特に熱力学において「ファントホッフの式」を発見したことで知られる。これによって1901年に最初のノーベル化学賞を受賞した。この他、有機化学や反応速度論、化学平衡、浸透圧、立体化学に関する研究がある。

## 生涯
1852年、ロッテルダムの医師の家に七人兄弟の三番目として生まれる。幼いころから科学や自然に興味を持ち、植物採集に頻繁に出かけていた。学校に通うようになると哲学と詩にも興味を持つようになり、バイロンを崇拝するようになった。
父の希望に反して、ファント・ホッフは化学の道へ進むことになった。まず1869年9月にデルフト工科大学に入学し、1871年7月に化学工学の学士号を取得。通常3年かかるところを2年で卒業した。次いでライデン大学に進学し、化学を学ぶ。1872年、ボン大学のケクレのもとへ留学。1874年にはパリ大学のヴュルツのもとへ留学した。同じ研究室に、ル・ベルがいた。1874年、ユトレヒト大学にて Ph.D. を取得した。ユトレヒトの獣医学学校で化学と物理学の講師となる。
1878年、アムステルダム大学の化学・鉱物学・地質学の教授に就任。同年、結婚。2人の娘と2人の息子をもうけた。1896年、ベルリン大学へ招聘される。1901年、最初のノーベル化学賞を受賞。
1911年3月1日、結核によりベルリン近郊のシュテーグリッツ（現在のベルリン・シュテーグリッツ＝ツェーレンドルフ区）で死去し、近郊のダーレム墓地に埋葬された。

## 経歴

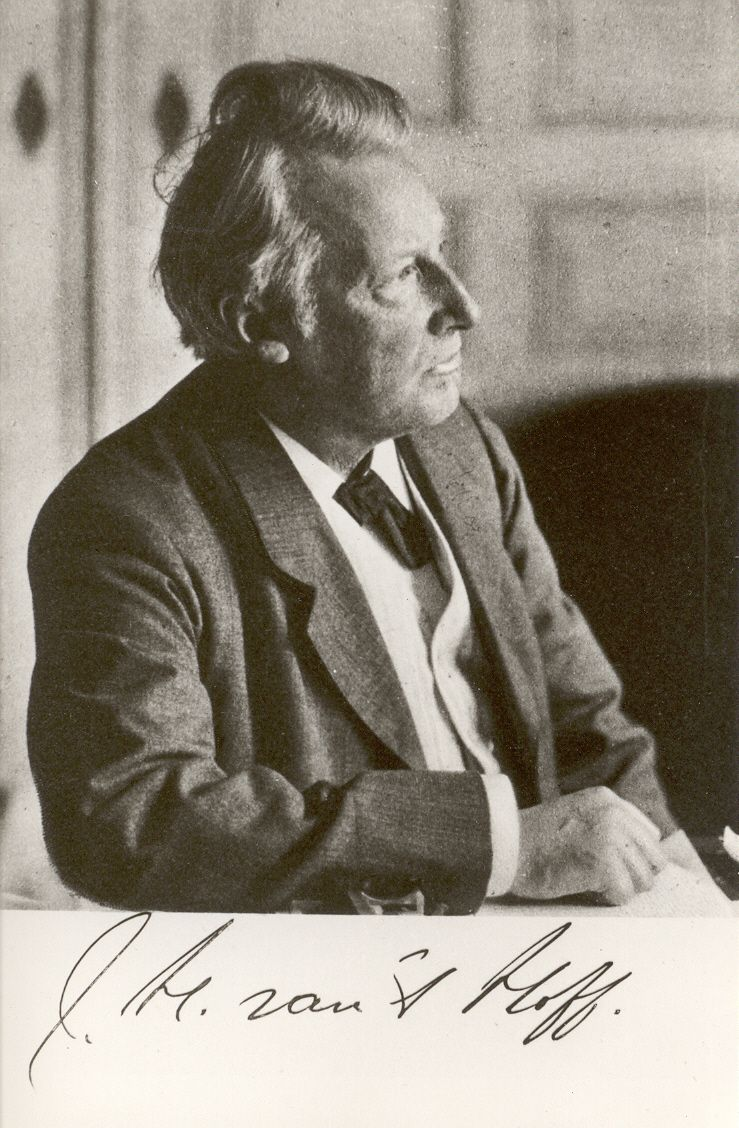
ファント・ホッフ（1900年代）

博士号取得前の1874年、ファント・ホッフは有機化学についての重要な論文『現在の化学において用いられている構造式を空間的に拡大する試みについて』を発表し、光学活性の説明として炭素の化学結合（共有結合）が正三角錐の頂点に配置されるという説（不斉炭素原子）を提唱した。パストゥールが発見していた光学異性体を説明するものである。同門のル・ベルが独立にほぼ同じ内容のモデルを提案したため、ルベル・ファントホッフの法則と呼ばれる。この理論は後にフィッシャーが糖類を詳しく研究した結果確実なものとなる。
1874年、ファント・ホッフは立体化学についての成果を La chimie dans l'éspace という著書にまとめた。彼の理論は革新的であり、当時の学会からは批判が大きかった。特にドイツの学術誌 Journal für praktische Chemie の有名な編集者ヘルマン・コルベは痛烈な批判をしている。
1884年、反応速度論に関する著書 Études de Dynamique chimique（化学反応速度論に関する研究）を出版。その中で反応次数を求める新たな手法を提唱し、化学平衡の熱力学の法則を応用している。また、現代的な意味での化学親和力の概念も導入している。1886年、「稀薄溶液の浸透圧は絶対温度と溶液のモル濃度に比例する」というファントホッフの法則を発見。浸透圧を表す式（ファントホッフの式）が理想気体の状態方程式と同じ形であることを示した。この業績により、1901年の最初のノーベル化学賞を受賞している。
1887年、ドイツ人化学者ヴィルヘルム・オストヴァルトと共に科学雑誌 Zeitschrift für physikalische Chemie（物理化学誌）を創刊した。スヴァンテ・アレニウスの電解質の理論についても研究し、1889年にアレニウスの式の物理学的根拠を与えた。
ベルリン大学ではシュタースフルトの岩塩鉱床を研究し、ドイツの化学産業発展に大いに貢献した。

## 受賞・栄誉

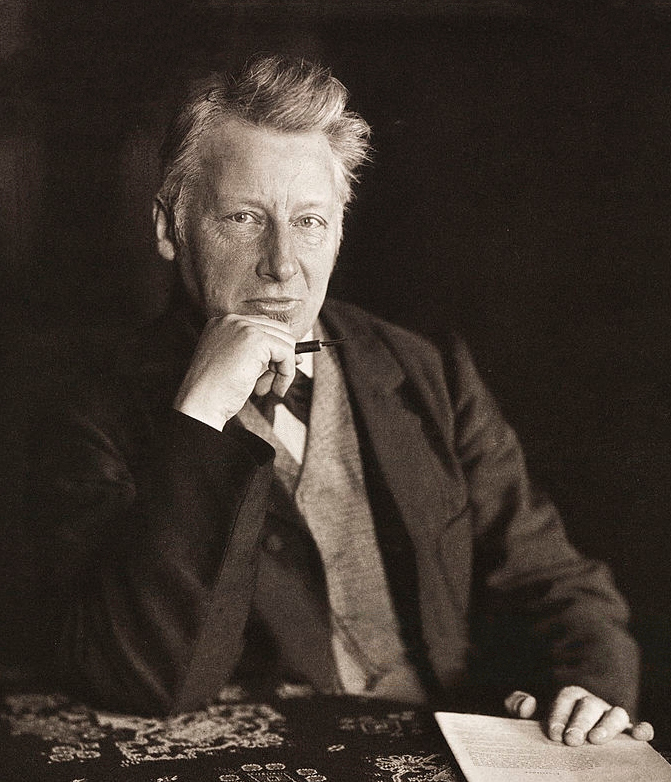
1900年代のファント・ホッフ

1885年、オランダ王立科学アカデミーの一員に選ばれた。また、ハーバード大学 (1901)、イェール大学 (1901)、マンチェスター大学 (1903)、ハイデルベルク大学 (1908) からそれぞれ名誉博士号を授与されている。1893年に王立協会からデービーメダルを授与され、1897年にはフェローに選出された。1911年、プロイセン科学アカデミーからヘルムホルツ・メダルを授与。1894年、レジオンドヌール勲章のシュヴァリエに選ばれた。ノーベル化学賞も受賞している。